# Pascal (månkrater)
För andra betydelser, se Pascal (olika betydelser).
Pascal är en nedslagskrater på månen. Pascal har fått sitt namn efter den franske matematikern och fysikern Blaise Pascal.

## Satellitkratrar
| Pascal | Latitud | Longitud | Diameter |
| ------ | ------- | -------- | -------- |
| A      | 72.9° N | 74.6° V  | 28 km    |
| F      | 75.6° N | 75.6° V  | 27 km    |
| G      | 73.0° N | 65.7° V  | 14 km    |
| J      | 72.2° N | 69.0° V  | 14 km    |
| L      | 73.8° N | 63.0° V  | 15 km    |